# Cathédrale de Northampton
La cathédrale de Northampton ou cathédrale Notre-Dame-Immaculée-et-Saint-Thomas-de-Canterbury (en anglais : Cathedral Church of Our Lady Immaculate and St Thomas of Canterbury), dédiée au Cœur Immaculée et à Thomas Becket, est une cathédrale catholique romaine à Northampton, en Angleterre. Elle est le siège du diocèse de Northampton, qui couvre les comtés de Northamptonshire, Bedfordshire et Buckinghamshire.

## Histoire
Les origines du bâtiment actuel datent de 1840, lorsque Mgr Wareing, évêque de Northampton,  commande à Augustus Pugin la conception d'une chapelle collégiale, dont la construction sera achevée en 1844. Le nombre de fidèles devient bientôt trop grand pour la taille du bâtiment et une extension est conçue afin de le transformer en une cathédrale. Cette extension prend la forme de la nef actuelle qui est ouverte en 1864.
La cathédrale est laissée sous cette forme jusqu'en 1948-55 quand l'évêque Thomas Leo Parker décide que l'extrémité ouest de la cathédrale soit étendue. La chapelle Saint-André est alors démolie pour permettre cette extension. L'extrémité orientale est désormais droite, avec un transept et une tour.